# Jebel Ali
Jebel Ali (tiếng Ả Rập: جبل علي) là một thị trấn cảng 35 kilômét (22 mi) về phía tây nam Dubai. Cảng Jebel Ali nằm ở đó. Sân bay quốc tế Al Maktoum đã được xây dựng ngay bên ngoài khu vực cảng. Jebel Ali được kết nối với Dubai thông qua tuyến tàu điện ngầm UAE Exchange, Danube (trước đây là Khu công nghiệp Jebel Ali) và các trạm Năng lượng của phần tàu điện ngầm Dubai. Trong số các dự án cơ sở hạ tầng được xây dựng để hỗ trợ cảng và thị trấn là nhà máy khử mặn lớn nhất thế giới, Nhà máy khử mặn Jebel Ali (Giai đoạn 2), cung cấp nguồn nước ngọt dồi dào.

## Lịch sử
Nhiều nhà sử học Ả Rập cho rằng nó được đặt theo tên của Ali bin Abitalib, anh em họ và con rể của nhà tiên tri Muhammad trong khi mở rộng Caliphate Hồi giáo. "Jebel" có nghĩa là Núi trong tiếng Ả Rập.

## Cảng Jebel Ali
Jebel Ali đã trở thành cảng thường xuyên được cập cảng nhất của các tàu của Hải quân Hoa Kỳ bên ngoài Hoa Kỳ. Do độ sâu của bến cảng và kích thước của các cơ sở cảng, một tàu sân bay lớp Nimitz và một số tàu của nhóm chiến đấu đi kèm có thể được bố trí bến tàu. Do tần suất của các chuyến thăm cảng này, các cơ sở tự do bán kiên cố (được nhân viên dịch vụ gọi là "Hộp cát" (Sand box)) đã được dựng lên liền kề với bến tàu sân bay.

## Khu tự do Jebel Ali
Năm 1985, Khu tự do Jebel Ali (JAFZA) được thành lập như một khu công nghiệp bao quanh cảng. Các công ty quốc tế di dời đến đó được hưởng các đặc quyền đặc biệt của khu vực tự do. Chúng bao gồm miễn thuế doanh nghiệp trong 50 năm, không thuế thu nhập cá nhân, không thuế nhập khẩu hoặc tái xuất, không hạn chế tiền tệ và tuyển dụng lao động dễ dàng.